# James Maynard

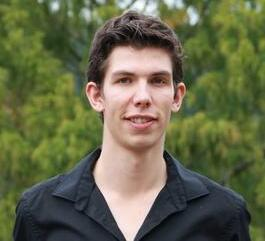
James Maynard, Oberwolfach 2013

James Maynard (* 10. Juni 1987 in Chelmsford) ist ein britischer Mathematiker, der sich mit analytischer Zahlentheorie und speziell Siebmethoden befasst. 2022 erhielt er die Fields-Medaille.

## Leben und Werk
Maynard studierte Mathematik bis zum Master-Abschluss an der University of Cambridge und wurde 2013 an der University of Oxford bei Roger Heath-Brown promoviert (Topics in Analytic Number Theory). Als Post-Doktorand war er 2013/14 an der Universität Montreal und ab 2014 Fellow des Magdalen College in Oxford.
Maynard wurde 2017 in Oxford zum Research Professor berufen. Er ist Fellow des St John’s College (Oxford).
2013 verschärfte er mit einer unabhängigen Methode ein Ergebnis von Yitang Zhang aus dem Umfeld der Primzahlzwillings-Vermutung, indem er bewies, dass es unendlich viele Primzahlpaare mit Differenz kleiner gleich 600 gibt. Die Schranke wurde inzwischen weiter gesenkt. Außerdem zeigte er mit seiner Methode, dass es unendlich viele m-Tupel von aufeinanderfolgenden Primzahlen gibt mit beschränktem Abstand.
In der Würdigung zum SASTRA-Ramanujan Preis ist auch seine Dissertation erwähnt, seine Arbeit von 2013 (Acta Arithmetica) erwähnt mit der schärfsten bisher bekannten Form der Brun-Titchmarsh-Ungleichung und seine Arbeit in Mathematika von 2014, in der er alle bisher bekannten Resultate über fast-prime k-Tupel verschärft.
2016 bewies er eine Vermutung von Paul Erdös über Primzahllücken, auf die dieser ein Preisgeld von 10.000 US-Dollar ausgesetzt hatte. Unabhängig bewiesen dies Terence Tao und Kollegen. 2019 bewies Maynard zusammen mit Dmitris Koukoulopoulos die Duffin-Schaeffer-Vermutung.

## Auszeichnungen
- 2014 SASTRA Ramanujan Prize[8]
- 2015 Whitehead-Preis
- 2015 Clay Research Fellow[9]
- 2016 EMS-Preis
- 2018 eingeladener Sprecher auf dem ICM (Gaps between primes)
- 2020 Colepreis in Zahlentheorie
- 2020 Mitglied der Academia Europaea[10]
- 2022 Fields-Medaille für „Beiträge zur analytischen Zahlentheorie, die zu wichtigen Fortschritten beim Verständnis der Struktur von Primzahlen und bei der diophantischen Approximation geführt haben“[11]
- 2023 Mitglied der Royal Society

## Schriften
- 3-tuples have at most 7 prime factors infinitely often. In: Proc. Cambridge Philosophical Society. Band 155, 2013, S. 443–457, Arxiv
- On the Brun-Titchmarsh Theorem. In: Acta Arithmetica. Band 157, 2013, S. 249–296, Arxiv
- Almost-prime k-tuples. In: Mathematika. Band 60, 2014, S. 108–138, Arxiv
- Large gaps between primes. 2014, In: Ann. of Math. (2) Band 183, 2016, Nr. 3, S. 915–933, Arxiv
- Small gaps between primes. In: Annals of Mathematics. Band 181, 2015, S. 383–413, Arxiv
- mit Ford, Green, Konyagin, Tao: Long gaps between primes. In: J. Amer. Math. Soc. Band 31, 2018, Nr. 1, S. 65–105.
- Primes with restricted digits. In: Invent. Math. Band 217, 2019, Nr. 1, S. 127–218.
- mit Koukoulopoulos: On the Duffin-Schaeffer conjecture. In: Ann. of Math. (2) Band 192, 2020, Nr. 1, S. 251–307.